# Argyrops filamentosus
Argyrops filamentosus es una especie de peces de la familia Sparidae en el orden de los Perciformes.

## Morfología
Los machos pueden llegar alcanzar los 70 cm de longitud total.

## Distribución geográfica
Se encuentra en las  costas occidentales del Océano Índico: desde el Mar Rojo hasta KwaZulu-Natal (Sudáfrica), incluyendo en ella Mauricio, Madagascar y Reunión.